# Cnemaspis quattuorseriata
Cnemaspis quattuorseriata este o specie de șopârle din genul Cnemaspis, familia Gekkonidae, descrisă de Richard Sternfeld în anul 1912. Conform Catalogue of Life specia Cnemaspis quattuorseriata nu are subspecii cunoscute.